# Paramyia nitida
Paramyia nitida är en tvåvingeart som beskrevs av Papp 2001. Paramyia nitida ingår i släktet Paramyia och familjen sprickflugor. Inga underarter finns listade i Catalogue of Life.